# Ingenico Payment Services
Die Ingenico Payment Services GmbH (IPS; vormals easycash GmbH) ist ein Anbieter von bargeldlosen Zahlungslösungen mit Sitz in Ratingen. Das Unternehmen mit fünf europäischen Standorten bietet Einzelhändlern insbesondere Dienstleistungen rund um das kartenbasierte Bezahlen. IPS ist eine Tochtergesellschaft der Ingenico Payone Holding GmbH, die zur französischen Ingenico Group S.A., einem weltweit tätigen Anbieter von Zahlungsverkehrslösungen mit Sitz in Paris, gehört.
Als E-Geld-Institut gemäß § 1 Abs. 2 Satz 1 Nr. 1 Zahlungsdiensteaufsichtsgesetz (ZAG) verfügt das Unternehmen über die Erlaubnis zur Erbringung von E-Geld-Dienstleistungen der Bundesanstalt für Finanzdienstleistungsaufsicht. Nach eigenen Aufgaben betreut Ingenico Payment Services rund 110.000 Händler mit ca. 258.000 Kartenterminals in Deutschland, Österreich und Benelux und wickelte 2018 über 1,7 Milliarden Zahlungsverkehrstransaktionen ab.

## Geschichte

Historisches Logo

1992 wurde Easycash als Abteilung der Mannesmann Datenverarbeitung GmbH gegründet, da sich der Mannesmann-Konzern neue Geschäftsfelder erschließen wollte. 1997 erfolgte die Eintragung als GmbH. Im selben Jahr wurde Easycash eine hundertprozentige Tochtergesellschaft der Deutschen Bank AG, von der Easycash im Jahr 2000 das db-POS-Geschäft übernahm. 2002 übernahm die Gesellschaft für Zahlungssysteme mbH (GZS) Easycash als Tochtergesellschaft.
Die GZS wurde 2006 von TeleCash, einer Tochter der First Data, unter der Auflage des Kartellamts, Easycash zu veräußern, übernommen; Easycash und TeleCash hätten zusammen einen Marktanteil von über 50 % gehabt. Entsprechend wurde Easycash 2006 an Warburg Pincus verkauft. Im September 2009 wurde Easycash von Ingenico übernommen. Nach eigenen Angaben verfügt das Unternehmen über 110.000 Kunden mit 258.000 Terminals (Stand 2018). Die abgewickelten Zahlungsverkehrstransaktionen in Deutschland beliefen sich 2018 auf über 1,7 Mrd. Transaktionen.
Easycash Loyalty Solutions GmbH war deutscher Marktführer für kartenbasierte Kundenbindungs- und Geschenkgutscheinlösungen, die zunehmend auch mit Zahlungs- und Kreditkartenfunktionen ausgestattet sind. Das Schwesterunternehmen der Easycash GmbH unterhält europaweit eine Vielzahl unterschiedlichster Programme und verarbeitete 2012 55 Mio. Zahlungs- und Bonustransaktionen. Die 75 Mitarbeiter des Hamburger Unternehmens betreuen mehr als 26 Mio. Kundenkonten.
Mit Beschluss der Gesellschafterversammlung vom 14. Mai 2014 und Bekanntmachung am 27. Mai 2014 im Handelsregister firmierte die easycash GmbH in die Ingenico Payment Services GmbH um.
Als neue Geschäftsführer wurden Anfang 2014 Peter Meussen, Markus Weber, Frank Hartmann und Cristoph Dühr bestellt. Im Herbst 2016 verlässt Dühr das Unternehmen.
Am 30. Mai 2018 kündigte die Ingenico Group Verhandlungen über ein Joint Venture mit der BS Payone an. Die Ingenico Group und der Deutsche Sparkassenverlag einigten sich kurz darauf am 25. Juli 2018 erfolgreich auf ein Joint Venture ihrer Tochterunternehmen Ingenico Payment Services GmbH und BS Payone GmbH.
Am 7. Januar 2019 wurde die BS Payone GmbH in die Ingenico Payone Holding GmbH eingebracht und wurde dadurch ein Schwesterunternehmen der Ingenico Payment Services GmbH. Im nächsten Schritt wurde die Verschmelzung von Ingenico Payment Services und BS Payone mit dem Eintrag ins Handelsregister im Juni 2019 komplett vollzogen. Das Unternehmen firmiert seit diesem Zeitpunkt unter dem Namen PAYONE und arbeitet an einem neuen und einheitlichen Markenauftritt.

## Kritik

### Unzulässige Speicherung personenbezogener Daten
Im September 2010 gerieten die deutschen Zahlungsnetzbetreiber in die Kritik von Datenschützern. Den Unternehmen wurde vorgeworfen, die Umsatzdaten beinahe aller deutschen EC-Karten-Besitzer gespeichert und aus diesen Daten Aussagen über deren Zahlungsfähigkeit gewonnen zu haben. Diese werden zur Wahl des Bezahlverfahrens (zeitversetzt mit Lastschrift oder in Echtzeit mit PIN; nur beim teureren PIN-Verfahren garantiert die kartenausgebende Bank eine Einlösung) benutzt. Dabei ist es nicht notwendig, einen speziellen Kundenvertrag zu machen, da die Entscheidung das Easycash-Bankendverarbeitungssystem trägt und Easycash das Risikomanagement (Inkasso, Briefverkehr usw.) in der Regel übernimmt. Datenschutzexperten interpretierten den Aufbau derart großer Datensammlungen als eine unzulässige Speicherung personenbezogener Daten. Außer Easycash selbst sollen die Daten auch einige Vertragsunternehmen nutzen. Bis Ende September hat sich Rewe von einer weiteren Nutzung distanziert. In einer Pressemitteilung ließ Easycash erklären: „Easycash hat Zahlungs- oder Bankverbindungsdaten nie an Dritte verkauft. Es wurde in Erwägung gezogen, den Risikoindex über den Kartenzahlungsverkehr hinaus zu nutzen, aufgrund datenschutzrechtlicher Bedenken wurde dies jedoch nicht weiter verfolgt.“

### NDR-Bericht über Verkauf von Bewegungsprofilen
Im Oktober 2010 wurde das Tochterunternehmen Easycash Loyalty Solutions in einem Radiobericht in NDR Info dafür kritisiert, Datensätze von EC-Karten-Besitzern weiterverkauft zu haben. Unter den mindestens zehn Auswertungen, die zum Verkauf stünden, wären auch Bewegungsprofile der EC-Karten-Besitzer. Ferner hätten nach Darstellung des NDR Auswertungen über die „Kundenqualität“ und den „Ausschöpfungsgrad“ der EC-Karten-Kunden erworben werden können. Laut Angaben von NDR Info hat das Unternehmen Zugriff auf die Bankverbindung sowie unter anderem auf Name, Anschrift, Beruf und Geburtsdatum der Karteninhaber.
Christoph Pfeifer, Geschäftsführer von Easycash, wies die Vorwürfe zurück.
Der Landesdatenschutzbeauftragte von Hamburg, Johannes Caspar, leitete eine sofortige Untersuchung ein, gab aber schon am Tag darauf Entwarnung: Die Überprüfung seiner Behörde habe ergeben, dass solche Überlegungen in der Vergangenheit angestellt wurden, von der Hamburger Tochter Easycash Loyalty Solutions aber nicht in die Tat umgesetzt wurden. Es gebe keine konkreten Hinweise auf Gesetzesverstöße.
Dennoch erstattete die Datenschutzbehörde von Nordrhein-Westfalen am folgenden Tag Strafanzeige gegen Easycash. Es seien tatsächlich Daten übermittelt worden, jedoch nur für statistische Zwecke in pseudonymisierter Form. Dies ist grundsätzlich zulässig, die Datenschutzbehörde äußerte aber Zweifel, dass das hierbei verwendete Verschlüsselungsverfahren ausreichend sicher gewesen sei. Infolgedessen verhängte der nordrhein-westfälische Landesdatenschutzbeauftragte Ulrich Lepper am 12. September 2011 ein Bußgeld von 60.000 Euro gegen das Unternehmen, da es nach Auffassung der Datenschützer rechtswidrig etwa 400.000 Datensätze zu Konten und Zahlungen an ein Schwesterunternehmen weitergegeben hatte. Easycash akzeptierte das Bußgeld, legte dabei aber Wert auf die Feststellung, dass es rechtlich keinen Verstoß erkennen könne, der ein Bußgeld rechtfertigen würde.
Am 14. September 2011 wurden Pläne des Unternehmens publik, die im Rahmen der eigenen Tätigkeit gesammelten Daten zur Kreditwürdigkeit von bis zu 50 Millionen EC-Karteninhabern an Versicherungen, Telekommunikations- und Inkassounternehmen zu verkaufen.
Im April 2011 wurde der IPS GmbH durch den TÜV Rheinland das Zertifikat Geprüfter Datenschutz verliehen. Nach zweimaligem erfolgreichen Monitoring wurde im April 2014 entsprechend der Zertifizierungsvorgaben des TÜV-Rheinland eine Neu-Zertifizierung erfolgreich durchgeführt.

### Doppelabbuchungen
Aufgrund fehlerhafter Übermittlung der Zahlungsdatei durch EC-Kartenterminals von Ingenico wurden am 6. Mai 2016 in allen Filialen des Discounters Aldi Süd per Girocard bzw. EC-Karte bezahlte Einkaufsbeträge doppelt von den Bankkonten der Kunden abgebucht. Nach Presseberichten waren Kunden von Sparkassen, Postbank, Commerzbank und Deutscher Bank betroffen.